# قائمة فنادق اليمن

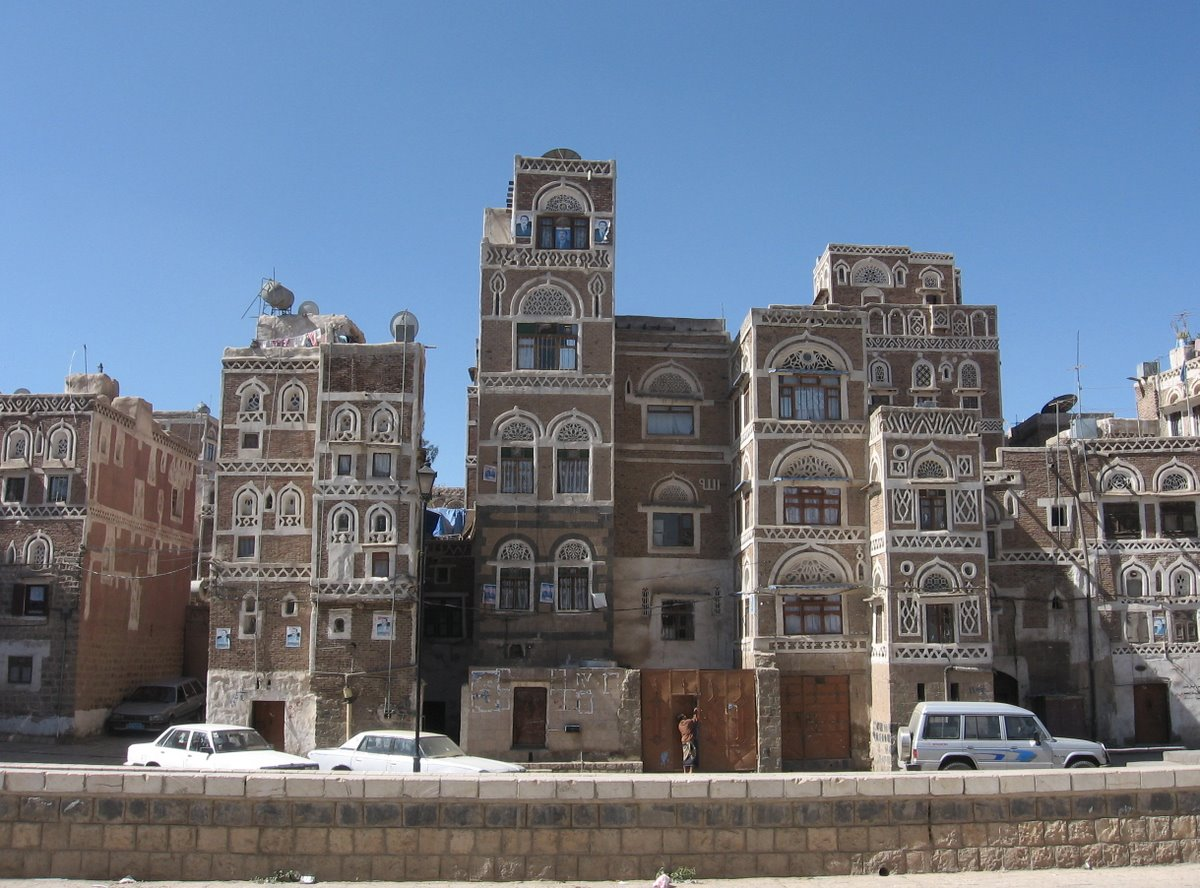
فندق أرابيا فيليكس

الفندق  (الجمع: فنادق) أو النُزُل  (الجمع: أنزال) هو مسكن يسكن فيه الشخص لوقت قصير مقابل أجر، مؤثث مفروش وقد يكون مزوداً بأجهزة منزلية ووسائل راحة وترفيه؛ مع توفير خدمات الطعام والنظافة والصيانة وغيرها.

## قائمة فنادق اليمن
تحتوي هذه القائمة على أسماء فنادق في اليمن.
- فندق أرابيا فيليكس

- فندق جولد مور

- فندق قصر السلطان
- فندق موفنبيك (صنعاء)

- فندق هوليداي إن (حضرموت)
- تاج سباء
- فندق شهران
- فندق نستو (حضرموت)